# Chiesa di San Biagio (Carpineti)
La chiesa di San Biagio, o in modo più completo chiesa di San Biagio Vescovo, è la parrocchiale di San Biagio, località nella frazione di Busanella nel comune italiano di Carpineti in provincia di Reggio Emilia. Appartiene al vicariato della Montagna nella diocesi di Reggio Emilia-Guastalla e risale al XIII secolo.

## Storia

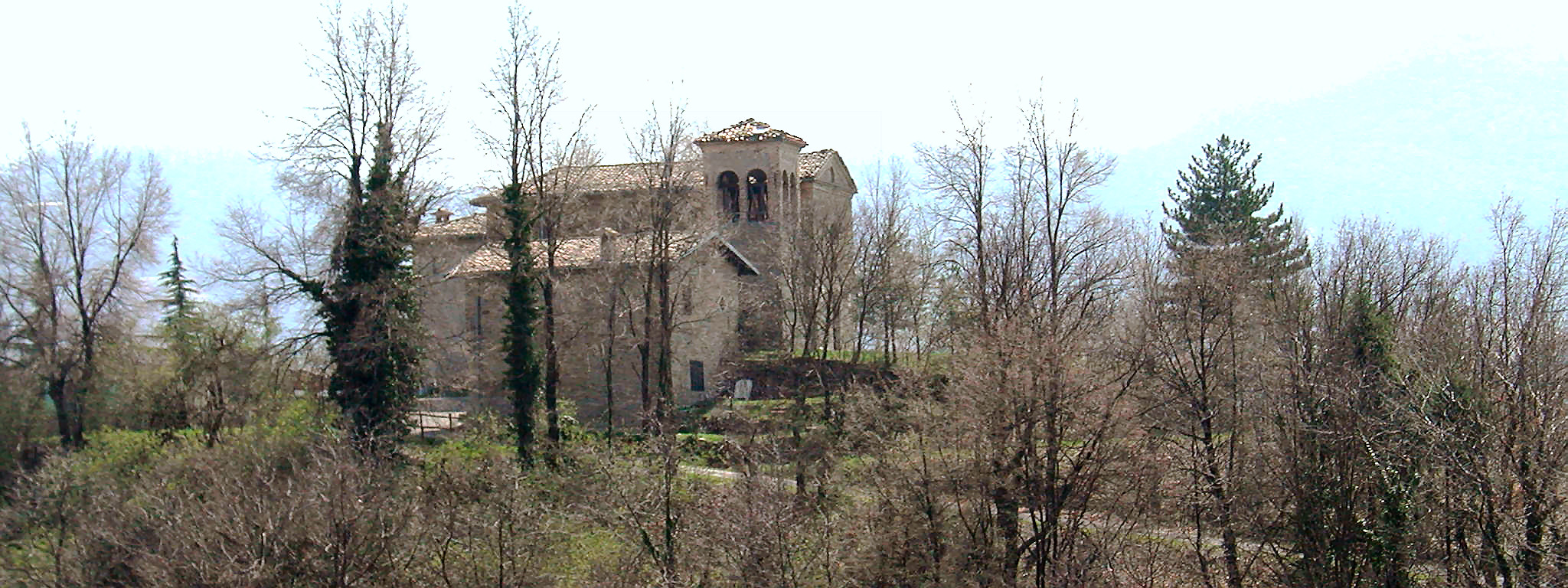
La chiesa di San Biagio in posizione dominante nel territorio

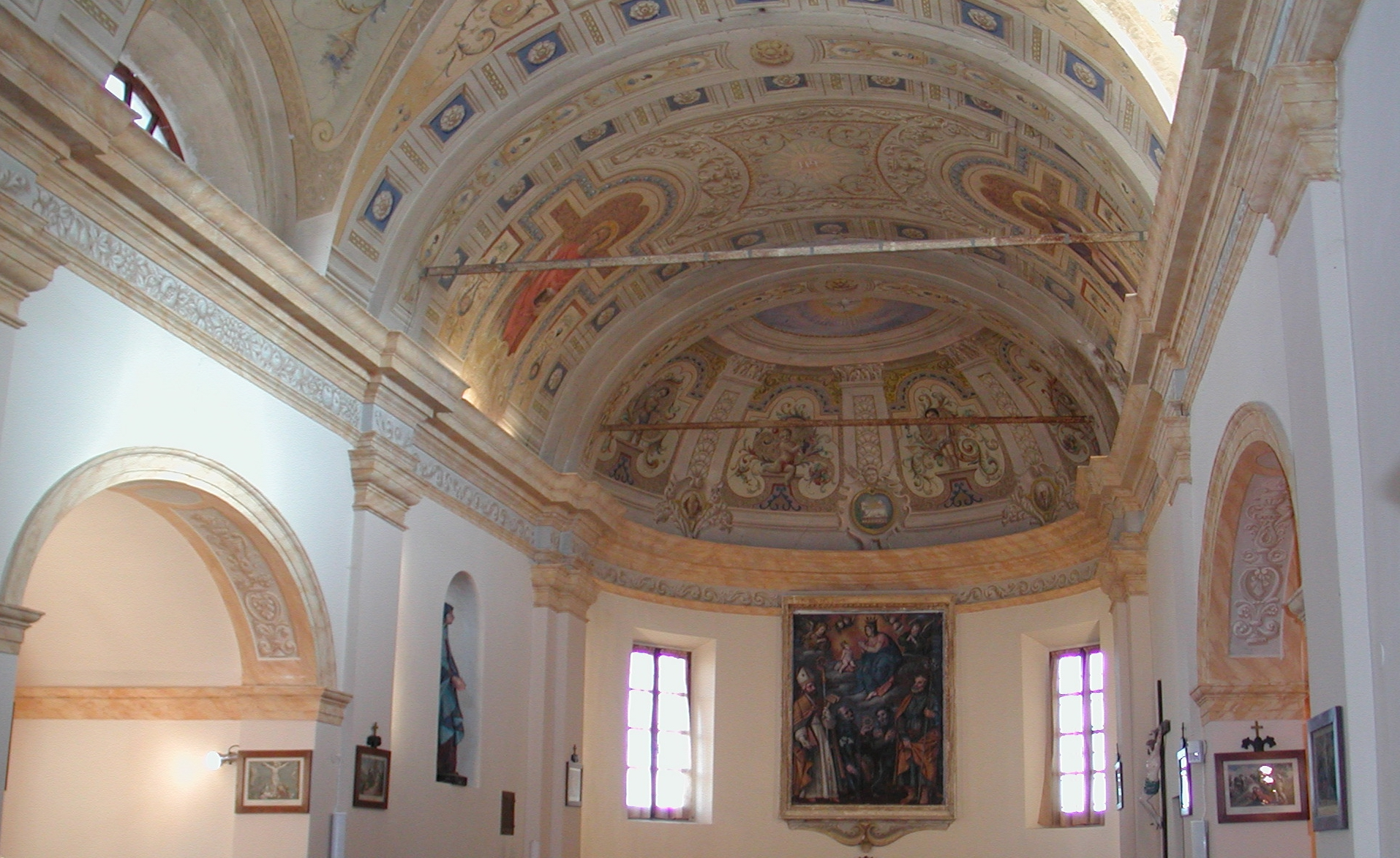
Interno della sala a navata unica con le due cappelle laterali

La prima citazione del luogo di culto romanico a Busanella risale al 1240, e una seconda citazione è del 1302. Nei primi documenti viene ricordata come sussidiaria della pieve di San Vitale a Carpineti. Durante la visita pastorale del 1594 del vescovo Ugo Rangoni risultò in un certo stato degrado e venne disposto che venisse restaurata la porta di accesso e parte della facciata. Durante la visita venne inoltre registrata la presenza nella sala del fonte battesimale. Nella visita pastorale successiva del cardinale Rinaldo d'Este del 1652 si registrò la presenza di due cappelle nella sala, dedicate alla Vergine Addolorata e ai Santi Cosma e Damiano. Non molto tempo dopo la visita pastorale del 1663 del vescovo Gianagostino Marliani descrisse la chiesa come piccola e in cattivo stato. Alcuni interventi restaurativi documentati, relativi all'impianto decorativo interno, si sono avuti poi solo nel 1900. Nel 2010, a seguito del sisma di due anni prima, venne autorizzato un nuovo intervento di consolidamento.

## Descrizione

### Esterni

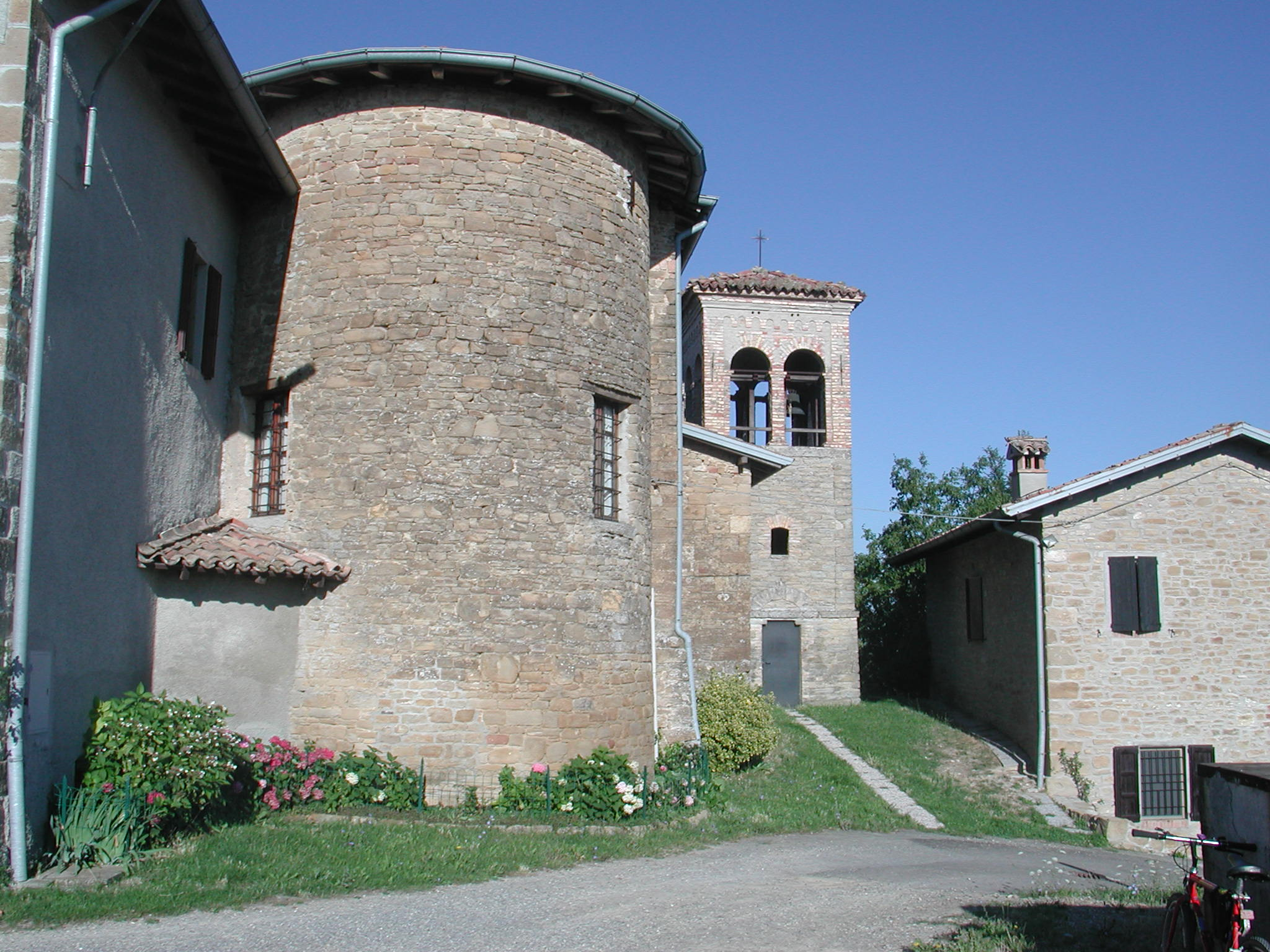
Abside e torre campanaria

La chiesa di trova in località San Biagio in posizione elevata nella frazione di Busanella di Carpineti in provincia di Reggio Emilia. Presenta orientamento tradizionale verso est e la facciata a capanna è semplice, in stile romanico e con pietre a vista. Il portale di accesso si conclude con un arco a tutto sesto ed è sormontato, in asse, da un rientranza quadrata e da una finestra a lunetta che porta luce alla sala. Il frontone triangolare è solo accennato da linee di modanatura. La torre campanaria si alza sulla sinistra, leggermente staccata. La sua struttura è bassa e tozza e la cella campanaria si apre con otto finestre abbinate. Le coperture dei tetti sono in coppi di laterizio.

### Interni
La sala interna è a navata unica ma ampliata da due cappelle laterali. La copetura è con volta a botte con lunette. Nella navata si conservano tele risalenti al XVI secolo. La pala d'altare raffigura, oltre alla Madonna della Ghiara, il santo titolare San Bernardino da Siena, San Francesco e San Rocco. La parte presbiteriale al termine della sala è contenuta in un'abside a semicerchio.